# Titanoceros
Titanoceros is een geslacht van vlinders van de familie snuitmotten (Pyralidae), uit de onderfamilie Epipaschiinae.

## Soorten
- T. cataxantha Meyrick, 1884
- T. heliodryas Meyrick, 1933
- T. poliochyta Turner, 1904
- T. thermoptera (Lower, 1903)